# Velká cena České republiky silničních motocyklů 2007
Velká cena České republiky silničních motocyklů 2007 se uskutečnila od 17.–19. srpna, 2007 na Masarykově okruhu.

## Moto GP
První závod po letní přestávce zavítal do Brna, kde si to po čtyřech týdnech měli jezdci MotoGP opět rozdat. Casey Stoner se začal pomalu vzdalovat všem svým soupeřům a zejména tomu hlavnímu, Valentinovi Rossimu, na kterého měl náskok 44 bodů. Závod v USA dopadl katastrofálně pro dvojici domácích favoritů. V první zatáčce spolu kolidovali Nicky Hayden a John Hopkins a zvláště loňský mistr světa přišel o možnost obhájit prvenství z posledních dvou let.
Tovární tým Ducati oznámil, že v letech 2008 a 2009 za ně bude jezdit Marco Melandri. Ital v současnosti ve službách týmu Gresini Honda tak bude kolegou Caseyho Stonera.
Chris Vermeulen potvrdil očekávanou zprávu, že i v příští sezóně bude hájit barvy týmu Suzuki. Tam by podle svých slov měl v roce 2009 zamířit i závodník AMA superbike Ben Spies.
Další z mnoha přestupových událostí bylo oznámení Jamese Toselanda, že v roce 2008 zaujme místo v týmu Tech 3 Yamaha.
Toni Elias se nakonec postaví na start závodu MotoGP i když ne zcela fit. Vrátí se tak po třech promeškaných závodech v Assenu, Saschsenringu a Laguně Seca, zatímco Marco Melandri pro potíže s krční páteří závodit nebude, přestože se zúčastnil pátečního programu.
Zraněného Alexe Hofmanna v Brně nenahrazoval už Chaz Davies, ale Španěl Ivan Silva. Ten loni také zaskakoval za Setého Gibernaua.

## Kvalifikace
| *                                                 | *                                                 | *                                               |
| _______1_______ Casey Stoner Ducati1 1:56.884     |                                                   |                                                 |
|                                                   | _______2_______ Nicky Hayden Honda 1:57.164       |                                                 |
|                                                   |                                                   | _______3_______ Daniel Pedrosa Honda 1:57.179   |
| _______4_______ John Hopkins Suzuki 1:57.567      |                                                   |                                                 |
|                                                   | _______5_______ Randy de Puniet Kawasaki 1:57.599 |                                                 |
|                                                   |                                                   | _______6_______ Valentino Rossi Yamaha 1:57.640 |
| _______7_______ Loris Capirossi Ducati 1:57.665   |                                                   |                                                 |
|                                                   | _______8_______ Chris Vermeulen Suzuki 1:57.699   |                                                 |
|                                                   |                                                   | _______9_______ Colin Edwards Yamaha 1:57.702   |
| _______10_______ Sylvain Guintoli Yamaha 1:57.732 |                                                   |                                                 |
|                                                   | _______11_______ Shinya Nakano Honda 1:57.969     |                                                 |
|                                                   |                                                   | _______12_______ Carlos Checa Honda 1:58.143    |
| _______13_______ Alex Barros Ducati 1:58.204      |                                                   |                                                 |
|                                                   | _______14_______ Toni Elias Honda 1:58.264        |                                                 |
|                                                   |                                                   | _______15_______ Makoto Tamada Yamaha 1:58.399  |
| _______16_______ Anthony West Kawasaki 1:59.386   |                                                   |                                                 |
|                                                   | _______17_______ Kurtis Roberts KR212V 1:59.446   |                                                 |
|                                                   |                                                   | _______18_______ Ivan Silva Ducati 1:59.721     |
| ------------------------------------------------- | ------------------------------------------------- | ----------------------------------------------- |

## Závod
| Pos | #  | Jezdec           | Stroj    | Kola | Čas       | Rošt | Body |
| --- | -- | ---------------- | -------- | ---- | --------- | ---- | ---- |
| 1   | 27 | Casey Stoner     | Ducati   | 22   | 43:45.810 | 1    | 25   |
| 2   | 21 | John Hopkins     | Suzuki   | 22   | +7.903    | 4    | 20   |
| 3   | 1  | Nicky Hayden     | Honda    | 22   | +13.100   | 2    | 16   |
| 4   | 26 | Daniel Pedrosa   | Honda    | 22   | +15.800   | 3    | 13   |
| 5   | 71 | Chris Vermeulen  | Suzuki   | 22   | +17.303   | 8    | 11   |
| 6   | 65 | Loris Capirossi  | Ducati   | 22   | +19.363   | 7    | 10   |
| 7   | 46 | Valentino Rossi  | Yamaha   | 22   | +22.485   | 6    | 9    |
| 8   | 14 | Randy de Puniet  | Kawasaki | 22   | +23.073   | 5    | 8    |
| 9   | 4  | Alex Barros      | Ducati   | 22   | +32.292   | 13   | 7    |
| 10  | 7  | Carlos Checa     | Honda    | 22   | +35.153   | 12   | 6    |
| 11  | 24 | Toni Elias       | Honda    | 22   | +37.748   | 14   | 5    |
| 12  | 13 | Anthony West     | Kawasaki | 22   | +38.250   | 16   | 4    |
| 13  | 50 | Sylvain Guintoli | Yamaha   | 22   | +43.694   | 10   | 3    |
| 14  | 56 | Shinya Nakano    | Honda    | 22   | +57.069   | 11   | 2    |
| 15  | 80 | Kurtis Roberts   | KR212V   | 22   | +1:09.603 | 17   | 1    |
| 16  | 22 | Ivan Silva       | Ducati   | 22   | +1:21.410 | 18   |      |
| 17  | 6  | Makoto Tamada    | Yamaha   | 22   | +1:25.804 | 15   |      |
| Ret | 5  | Colin Edwards    | Yamaha   | 2    | Porucha   | 9    |      |

## Zajímavosti
Valentino Rossi z posledních tří závodů vytěžil pouhých 22 bodů, což se mu naposledy stalo v období Velké ceny Turecka a Francie, když za tři závody získal pouhých 13 bodů.
John Hopkins vyjel v Brně prozatím největší úspěch v kariéře.
Poté, co Marco Melandri v České republice nenastoupil, se Casey Stoner stal jediným jezdcem, který letos dokázal bodovat ve všech závodech.

## Průběžná klasifikace jezdců a týmů
| Pos | #  | Jezdec          | Stroj  | Body |
| --- | -- | --------------- | ------ | ---- |
| 1   | 27 | Casey Stoner    | Ducati | 246  |
| 2   | 46 | Valentino Rossi | Yamaha | 186  |
| 3   | 26 | Daniel Pedrosa  | Honda  | 168  |
| 4   | 71 | Chris Vermeulen | Suzuki | 124  |
| 5   | 21 | John Hopkins    | Suzuki | 124  |
| 6   | 33 | Marco Melandri  | Honda  | 113  |
| 7   | 5  | Colin Edwards   | Yamaha | 93   |
| 8   | 1  | Nicky Hayden    | Honda  | 89   |
| 9   | 65 | Loris Capirossi | Ducati | 87   |
| 10  | 4  | Alex Barros     | Ducati | 83   |

| Pos | Tým                  | Továrna  | Body |
| --- | -------------------- | -------- | ---- |
| 1   | Ducati Marlboro Team | Ducati   | 333  |
| 2   | Fiat Yamaha Team     | Yamaha   | 272  |
| 3   | Repsol Honda Team    | Honda    | 257  |
| 4   | Rizla Suzuki MotoGP  | Suzuki   | 248  |
| 5   | Honda Gresini        | Honda    | 173  |
| 6   | Pramac d'Antin       | Ducati   | 143  |
| 7   | Kawasaki Racing Team | Kawasaki | 106  |
| 8   | Dunlop Yamaha Tech 3 | Yamaha   | 55   |
| 9   | Honda LCR            | Honda    | 35   |
| 10  | Konica Minolta Honda | Honda    | 31   |
| 11  | Team Roberts         | KR212V   | 13   |

| Pos | Továrna  | Body |
| --- | -------- | ---- |
| 1   | Ducati   | 258  |
| 2   | Yamaha   | 206  |
| 3   | Honda    | 206  |
| 4   | Suzuki   | 171  |
| 5   | Kawasaki | 82   |
| 6   | KR212V   | 13   |

## Kvalifikace
| *                                                 | *                                                   | *                                                  | *                                                |
| _______1_______ Jorge Lorenzo Aprilia 2:01.368    |                                                     |                                                    |                                                  |
|                                                   | _______2_______ Alex Debon Aprilia 2:02.026         |                                                    |                                                  |
|                                                   |                                                     | _______3_______ Andrea Dovizioso Honda 2:02.036    |                                                  |
|                                                   |                                                     |                                                    | _______4_______ Alex de Angelis Aprilia 2:02.148 |
| _______5_______ Hector Barbera Aprilia 2:02.568   |                                                     |                                                    |                                                  |
|                                                   | _______6_______ Yuki Takahashi Honda 2:02.690       |                                                    |                                                  |
|                                                   |                                                     | _______7_______ Julian Simon Honda 2:02.907        |                                                  |
|                                                   |                                                     |                                                    | _______8_______ Shuhei Aoyama Honda 2:02.945     |
| _______9_______ Mika Kallio KTM 2:02.956          |                                                     |                                                    |                                                  |
|                                                   | _______10_______ Hiroshi Aoyama KTM 2:03.009        |                                                    |                                                  |
|                                                   |                                                     | _______11_______ Alvaro Bautista Aprilia 2:03.026  |                                                  |
|                                                   |                                                     |                                                    | _______12_______ Thomas Lüthi Aprilia 2:03.372   |
| _______13_______ Aleix Espargaro Aprilia 2:03.788 |                                                     |                                                    |                                                  |
|                                                   | _______14_______ Marco Simoncelli Gilera 2:03.890   |                                                    |                                                  |
|                                                   |                                                     | _______15_______ Roberto Locatelli Gilera 2:04.057 |                                                  |
|                                                   |                                                     |                                                    | _______16_______ Dirk Heidolf Aprilia 2:04.535   |
| _______17_______ Fabrizio Lai Aprilia 2:04.797    |                                                     |                                                    |                                                  |
|                                                   | _______18_______ Ratthapark Wilairot Honda 2:04.853 |                                                    |                                                  |
|                                                   |                                                     | _______19_______ Efren Vazquez Aprilia 2:05.157    |                                                  |
|                                                   |                                                     |                                                    | _______20_______ Karel Abraham Aprilia 2:05.258  |
| _______21_______ Jules Cluzel Aprilia 2:06.005    |                                                     |                                                    |                                                  |
|                                                   | _______22_______ Alex Baldolini Aprilia 2:06.210    |                                                    |                                                  |
|                                                   |                                                     | _______23_______ Imre Toth Aprilia 2:06.372        |                                                  |
|                                                   |                                                     |                                                    | _______24_______ Eugene Laverty Honda 2:06.543   |
| _______25_______ Dan Linfoot Aprilia 2:07.110     |                                                     |                                                    |                                                  |
| ------------------------------------------------- | --------------------------------------------------- | -------------------------------------------------- | ------------------------------------------------ |

## Závod
| Pos | #  | Jezdec              | Stroj   | Kola | Čas       | Rošt | Body |
| --- | -- | ------------------- | ------- | ---- | --------- | ---- | ---- |
| 1   | 1  | Jorge Lorenzo       | Aprilia | 20   | 41:04.954 | 1    | 25   |
| 2   | 34 | Andrea Dovizioso    | Honda   | 20   | +7.708    | 3    | 20   |
| 3   | 36 | Mika Kallio         | KTM     | 20   | +11.107   | 9    | 16   |
| 4   | 80 | Hector Barbera      | Aprilia | 20   | +13.422   | 5    | 13   |
| 5   | 19 | Alvaro Bautista     | Aprilia | 20   | +13.944   | 11   | 11   |
| 6   | 4  | Hiroshi Aoyama      | KTM     | 20   | +13.989   | 10   | 10   |
| 7   | 12 | Thomas Lüthi        | Aprilia | 20   | +22.817   | 12   | 9    |
| 8   | 60 | Julian Simon        | Honda   | 20   | +36.339   | 7    | 8    |
| 9   | 73 | Shuhei Aoyama       | Honda   | 20   | +36.367   | 8    | 7    |
| 10  | 15 | Robeto Locatelli    | Gilera  | 20   | +37.552   | 15   | 6    |
| 11  | 3  | Alex de Angelis     | Aprilia | 20   | +1:02.616 | 4    | 5    |
| 12  | 32 | Fabrizio Lai        | Aprilia | 20   | +1:13.529 | 17   | 4    |
| 13  | 41 | Aleix Espargaro     | Aprilia | 20   | +1:14.063 | 13   | 3    |
| 14  | 17 | Karel Abraham       | Aprilia | 20   | +1:14.575 | 20   | 2    |
| 15  | 7  | Efren Vazquez       | Aprilia | 20   | +1:14.643 | 19   | 1    |
| 16  | 8  | Ratthapark Wilairot | Honda   | 20   | +1:15.165 | 18   |      |
| 17  | 28 | Dirk Heidolf        | Aprilia | 20   | +1:15.474 | 16   |      |
| 18  | 16 | Jules Cluzel        | Aprilia | 20   | +1:40.064 | 21   |      |
| 19  | 10 | Imre Toth           | Aprilia | 20   | +1:53.798 | 23   |      |
| 20  | 45 | Dan Linfoot         | Aprilia | 20   | +1:57.103 | 25   |      |
| Ret | 25 | Alex Baldolini      | Aprilia | 18   | Porucha   | 22   |      |
| Ret | 50 | Eugene Laverty      | Honda   | 11   | Porucha   | 24   |      |
| Ret | 6  | Alex Debon          | Aprilia | 10   | Nehoda    | 2    |      |
| Ret | 55 | Yuki Takahashi      | Honda   | 3    | Nehoda    | 6    |      |
| Ret | 58 | Marco Simoncelli    | Gilera  | 2    | Nehoda    | 14   |      |

## Průběžná klasifikace jezdců a továren
| Pos | #  | Jezdec           | Stroj   | Body |
| --- | -- | ---------------- | ------- | ---- |
| 1   | 1  | Jorge Lorenzo    | Aprilia | 216  |
| 2   | 34 | Andrea Dovizioso | Honda   | 186  |
| 3   | 3  | Alex de Angelis  | Aprilia | 176  |
| 4   | 19 | Alvaro Bautista  | Aprilia | 127  |
| 5   | 80 | Hector Barbera   | Aprilia | 103  |
| 6   | 36 | Mika Kallio      | KTM     | 94   |
| 7   | 4  | Hiroshi Aoyama   | KTM     | 88   |
| 8   | 12 | Thomas Lüthi     | Aprilia | 72   |
| 9   | 60 | Julian Simon     | Honda   | 69   |
| 10  | 73 | Shuhei Aoyama    | Honda   | 62   |

| Pos | Továrna | Body |
| --- | ------- | ---- |
| 1   | Aprilia | 256  |
| 2   | Honda   | 186  |
| 3   | KTM     | 118  |
| 4   | Gilera  | 66   |